# Tabernaemontana inconspicua
Tabernaemontana inconspicua är en oleanderväxtart som beskrevs av Otto Stapf. Tabernaemontana inconspicua ingår i släktet Tabernaemontana och familjen oleanderväxter. Inga underarter finns listade i Catalogue of Life.